# 卓尼设治局
卓尼设治局，民國時設置於甘肃省的設治局，位于甘肃西南部，今甘肃省卓尼县。

## 历史沿革
辖地原为卓尼世袭土司杨氏领地。民国二十八年（1939年）以卓尼土司辖地改置。设治局局所驻卓尼（今甘肃省卓尼县驻地柳林镇），隶属于甘肃省第一行政督察区。1959年5月，改为卓尼自治区。